# Gustaf Sommelius (lektor)
Gustaf Sommelius, född 19 juli 1769, död 8 januari 1845, var en svensk lektor. Han författade den bekanta Läroboken i tyska språket. Sommelius var lektor i tyska och historia vid Karlbergs krigsakademi i Stockholm 1795–1836 samt bibliotekarie där 1795–1843. Han kallades för Grisen av kadetterna. Professors namn 1818. 
Sommelius var amatörcellist och medlem av Harmoniska Sällskapet samt invaldes som ledamot nummer 155 i Kungliga Musikaliska Akademien den 8 april 1795.
Sommelius var son till orientalisten och professorn Gustaf Sommelius, bror till kyrkoherden Johan Reinhold Sommelius och farbror till skalden Gustaf Lorentz Sommelius.